# William Anderson (kolarz)
William Alexander Robertson Anderson (ur. 6 września 1888 w Toronto, zm. 27 września 1928 w Bostonie) – kanadyjski kolarz torowy, brązowy medalista olimpijski.

## Kariera
Największy sukces w karierze William Anderson osiągnął w 1908 roku, kiedy wspólnie z Walterem Andrewsem, Williamem Mortonem i Frederickiem McCarthym zdobył brązowy medal w drużynowym wyścigu na dochodzenie podczas igrzysk olimpijskich w Londynie. Na tych samych igrzyskach wystartował jeszcze w trzech innych konkurencjach kolarskich, jednak we występach odpadał we wczesnej fazie rywalizacji. Medal w drużynie z Londynu był jedynym trofeum zdobytym przez Andersona na międzynarodowej imprezie tej rangi. Nigdy nie zdobył medalu na torowych mistrzostwach świata.
Zmarł w 1928 na nowotwór mózgu.